# Kacha

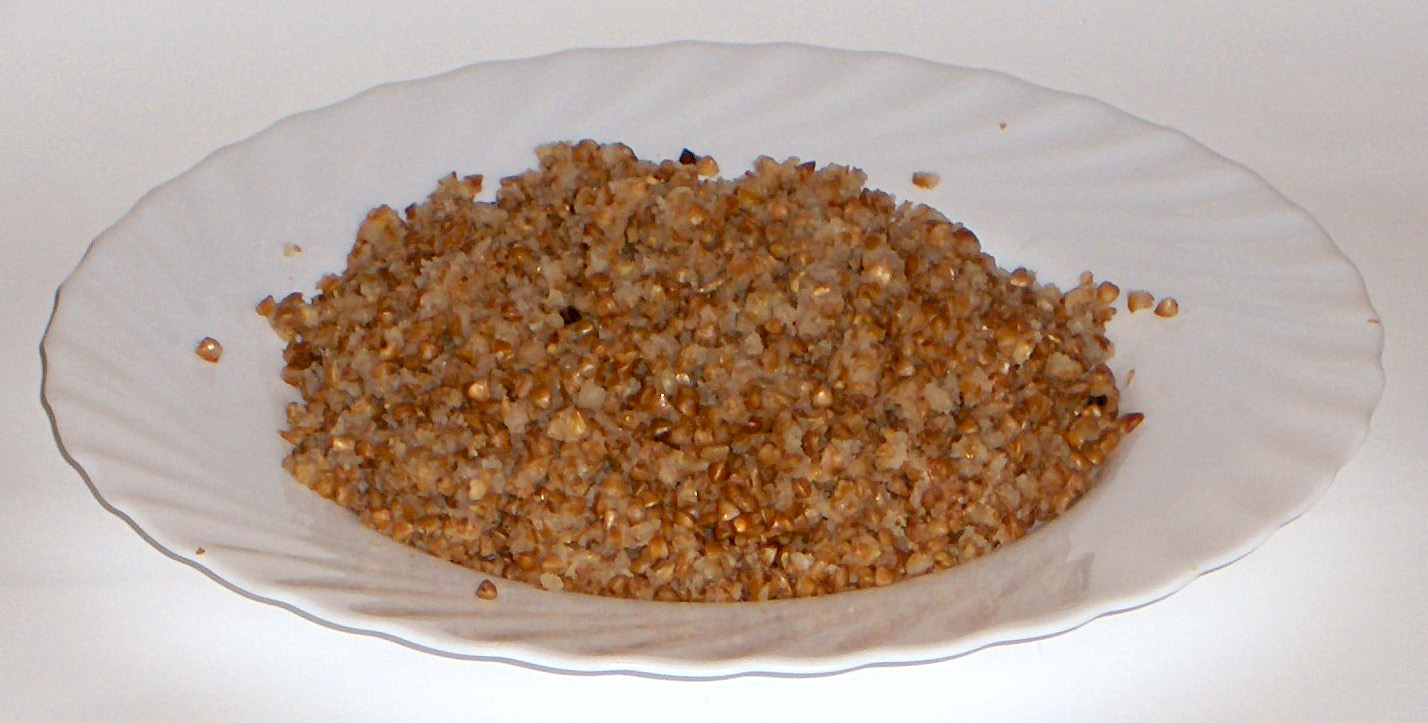
Kacha russe au sarrasin mondé.

La kacha ou kasha (russe : каша) ou kasza (en polonais) est une bouillie à base de sarrasin mondé, de maïs, de riz, de blé, d'avoine, d'orge ou de millet cuits à l'eau, au lait ou au gras. Elle est surtout consommée en Europe centrale, en Russie, en Ukraine, et dans de nombreux pays de l'Est et d'Asie centrale.
Un abus de langage courant en français et en anglais consiste à utiliser le terme kacha pour dénommer les graines de sarrasin grillées.